# 沃尔特伯勒
沃尔特伯勒（英文：Walterboro），是美国南卡罗来纳州下属的一座城市。城市类型是“City”。其面积大约为6.49平方英里（16.8平方公里）。根据2010年美国人口普查，该市有人口5,398人，人口密度约为每平方 英里832人（约合每平方公里321.25人）。